# 康僧会
康 僧会（こう そうえ、? - 280年）は、中国三国時代の呉の訳経僧である。康居の出身。

## 生涯
僧会の先祖は康居の人で、インドに住んでいた。僧会の父親は商人であり、交阯（ベトナム）に渡った。
僧会は、父母に死別し、その後、出家修道を始めた。また、天文学・讖緯の学にも通じていた。
赤烏10年（247年）、呉の都の建業に入り、孫権に21日祈祷のすえ仏舎利を銅壺の中に感得し生じさせ支持を得て、江南地方で最初の仏教寺院の建初寺を建立したとされている。但し、康僧会に先立って、支謙が既に20年以上前に江南に宣教していることを考えると、この建初寺のエピソードは、僧会を讃仰するために出来た俗説とも考えられる。また、交阯では江南より早く仏教が伝わっていたことから、ベトナムのvi:Chùa Kiến Sơ（建初寺）が先に建立されたという前提で、名前を取ったという説もある。
その後、経典の漢訳に従事し、中でも、『六度集経』は訳経されたものではなく、康僧会自身の著述であろうと考えられている。
また、孫晧との間で繰り広げられた、因果応報に関する対論が、その伝記に記載されており、初期の中国仏教と儒教的な観念との接触、交渉の端緒として、見るべきものがある。
西晋の太康元年（280年）に円寂（高僧が亡くなる時に用いる表現）。著書に『六度集経』の他に、『呉品経』、『雑譬喩経』などがある。

## 伝記資料
- 『出三蔵記集』巻13
- 『高僧伝』巻1